# 斩黄袍
《斩黄袍》是京剧、豫剧、秦腔、蒲剧等剧种传统剧目，又名《斩郑恩》、《错斩郑恩》、《桃花宫》。京剧将该剧与《斩马谡》《辕门斩子》《碰碑》合称为“三斩一碰”，对老生演员的唱功要求很高。是京剧高（庆奎）派代表作，高派传人李和曾、李宗义、辛宝达等也擅长此剧。

## 剧情
五代末年，后周世宗柴荣驾崩，幼子柴宗训即位。柴荣的结拜兄弟南平王赵匡胤、北平王郑恩、万里侯高怀德与赵匡胤的军师苗顺在陳橋驛饮酒，赵匡胤醉，众人为其“黄袍加身”，逼迫符太后下诏退位，拥立新帝于汴梁登基，祭告天地，定国号“宋”，年号“乾德”，册封诸功臣。河北人韩龙有一妹韩素梅，天生丽质，兄妹二人一同进京面圣。赵匡胤见韩素梅美貌，封其为妃，居桃花宫，韩龙为国舅，封大理寺正卿。韩龙奉旨游街，遇到前去校场练兵的郑恩，二人发生口角，郑恩怒打韩龙。韩龙逃入皇宫，郑恩紧追不舍，怒骂赵匡胤沉迷酒色。赵匡胤大怒，下令将郑恩问斩，韩龙请旨监斩。苗顺算出郑恩即日升天，但不敢泄露天机。高怀德上表保郑恩不死，韩素梅将本章扣下，将天子宝剑悬挂宫门，又将赵匡胤灌醉，矫旨将郑恩斩首。高怀德听说郑恩被押赴刑场，全身披挂，带剑闯宫。赵匡胤酒醒，忙下旨赦免，但为时已晚，追悔莫及，只得下旨厚葬，高怀德怒杀韩龙，苗顺告老还乡避祸。郑恩妻陶三春率兵包围皇城，要为夫报仇。赵匡胤大惊，与高怀德同上城楼。赵匡胤不敢得罪陶三春，在高怀德的调解下，许她居住养老宫，以太后事之，又赐尚方宝剑，节制皇帝与群臣，再将身上黄袍脱下，让陶三春斩为两段，视同斩皇帝本人，并在北平王府打七七四十九日罗天大醮。陶三春忍痛退兵。